# Accesso all'informazione pubblica in Montenegro
Con la definizione accesso all'informazione pubblica e alla libertà di informazione (FOI, conosciuto anche come "diritto alla conoscenza") si fa riferimento al diritto di accesso alle informazioni che sono in possesso di organismi pubblici. L'accesso alle informazioni pubbliche è considerato di fondamentale importanza per l'efficace funzionamento dei sistemi democratici, in quanto aumenta la responsabilità dei governi e dei pubblici ufficiali, aumentando la partecipazione delle persone e consentendo la loro partecipazione informata alla vita pubblica. La premessa fondamentale del diritto di accesso all'informazione pubblica è che le informazioni detenute dalle istituzioni governative sono pubbliche, in linea di principio, e possono essere nascoste solo sulla base di motivi legittimi che dovrebbero essere dettagliati nella legge. 
In Montenegro, l'accesso all'informazione è un diritto garantito dalla Costituzione e regolato dalla legge. Il Montenegro ha adottato per la prima volta la legge sul libero accesso all'informazione nel 2005; nel 2013 è entrata in vigore una nuova legge che fornisce un migliore standard di protezione della libertà di informazione rispetto al precedente atto giuridico. Tuttavia, nonostante alcuni sviluppi positivi raggiunti con l'adozione della nuova legge, il Montenegro ha ancora problemi con l'attuazione della legge stessa. Di recente, il Montenegro ha avviato il processo di riforma della legge attuale: un progetto di proposta di legge è stato formulato nel 2016 a seguito di alcune pressioni dell'Unione europea per allineare la legislazione montenegrina alle norme dell'UE. 

## Quadro giuridico
La Costituzione del Montenegro, nell'articolo 51, afferma  che ognuno ha il diritto di accedere alle informazioni pubbliche detenute dalle autorità statali e dalle organizzazioni che esercitano funzioni pubbliche. Inoltre, la legge del 2013 sul libero accesso alle informazioni stabilisce una procedura precisa per ottenere informazioni pubbliche e conferisce a qualsiasi soggetto fisico o giuridico il diritto di accedere alle informazioni possedute in qualsiasi forma dalle autorità statali e locali, dalle società pubbliche e da altre entità che esercitano funzioni pubbliche. Le autorità pubbliche hanno 15 giorni lavorativi per decidere in merito alla divulgazione dell'informazione richiesta.
La nuova legge ha introdotto un nuovo organismo di vigilanza, denominato "Agenzia per la protezione dei dati personali e l'accesso gratuito alle informazioni", che opera nel processo di appello delle richieste di libertà di informazione. Un altro sviluppo positivo nella legge del 2013 è l'introduzione di multe per gli enti pubblici che non rispettano i loro doveri in materia di accesso alle informazioni. 

## L'accesso alle informazioni nella pratica
Secondo la relazione del 2016 della Commissione europea sul Montenegro sullo stato di avanzamento, la legge sull'accesso all'informazione pubblica manca di monitoraggio e supervisione efficaci. Secondo il quotidiano Vijesti, l'esperienza dei giornalisti e delle organizzazioni non governative nel paese mostra che, nonostante le disposizioni legali del diritto alla conoscenza, nella pratica è difficile ottenere informazioni di importanza pubblica. 
Negli ultimi anni la percentuale di richieste rifiutate dalle autorità pubbliche in Montenegro è passata dal 24% nel 2014 al 18% nel 2015. Inoltre, il budget 2016 dell'Agenzia per la protezione dei dati personali e l'accesso alle informazioni è aumentato del 50%. 
Nel 2015, su un totale di 4.434 richieste di accesso alle informazioni, le informazioni richieste non sono state fornite in 805 casi. L'Agenzia per la protezione dei dati personali e l'accesso gratuito alle informazioni ha ricevuto un totale di 1.431 reclami nel 2015, in maggior parte riguardanti il silenzio amministrativo: in questi casi la richiesta rimaneva senza risposta.